# The Eternal Return
The Eternal Return – szósty album studyjny amerykańskiej grupy muzycznej Darkest Hour.

## Lista utworów
1. "Devolution of Flesh" – 2:46
2. "Death Worship" – 3:10
3. "The Tides" – 4:19
4. "No God" – 4:47
5. "Bitter" – 1:19
6. "Blessed Infection" – 3:25
7. "Transcendence" – 4:20
8. "A Distorted Utopia" – 2:57
9. "Black Sun" – 3:16
10. "Into the Grey" – 4:34

## Twórcy
- John Henry – śpiew
- Mike Schleibaum – gitara
- Mike Carrigan – gitara
- Paul Burnette – gitara basowa
- Ryan Parrish – perkusja